# 49er Jolle

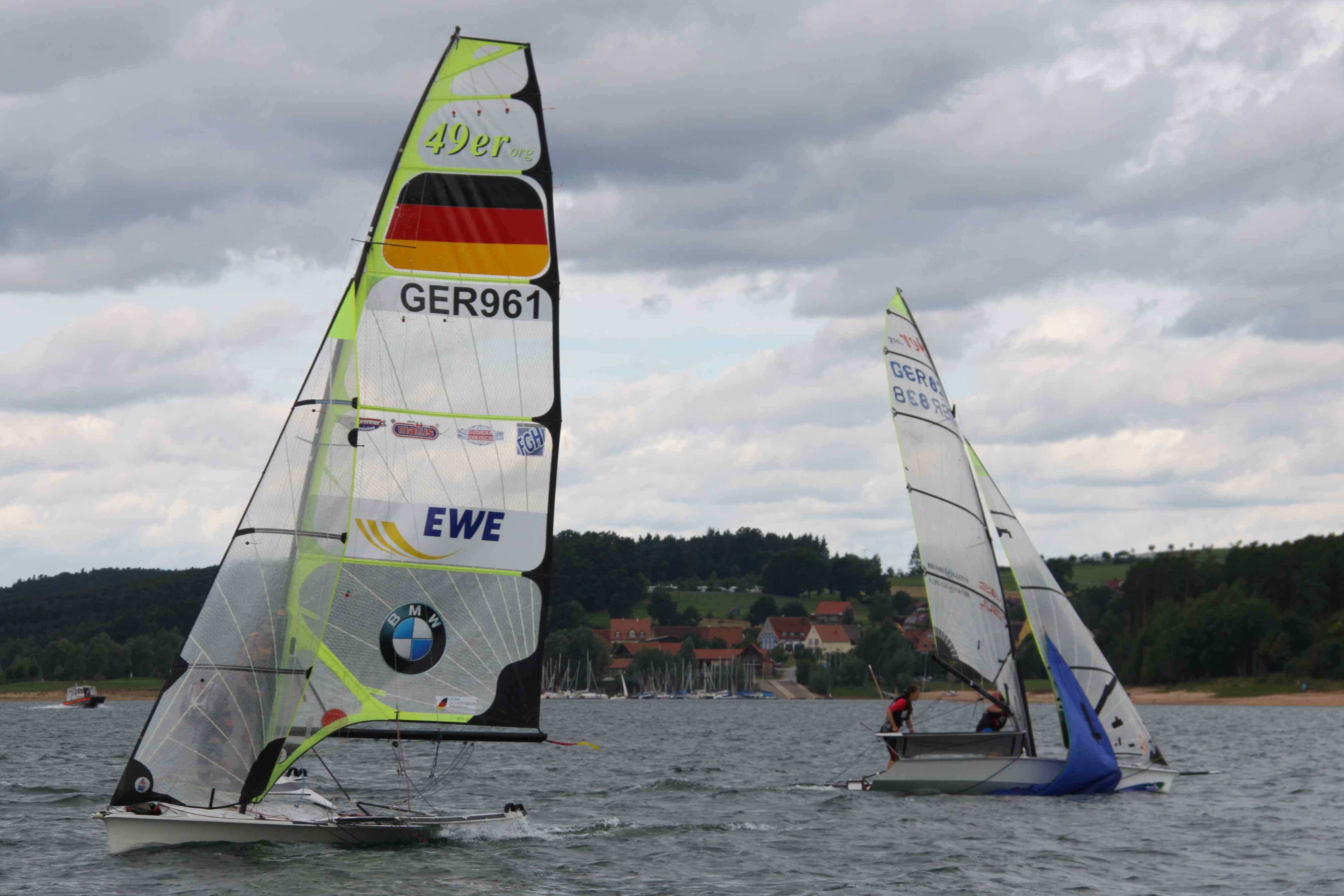
49er auf dem Großen Brombachsee (2014)

Der 49er ist die olympische High-Performance-Bootsklasse für zwei Mann Besatzung. Vorschoter und Steuermann stehen auf den breiten Wings im Trapez und halten mit ihrem Körpergewicht das Boot aufrecht.

## Geschichte
Der 49er wurde 1995 durch den Australier Julian Bethwaite als One Design Skiff für die Olympischen Spiele entworfen. Im November 1996 wurde er durch den Internationalen Segelverband ISAF zur olympischen Klasse gewählt, und im Jahr 2000 zum ersten Mal eingesetzt.
Der Name 49er leitet sich von der Länge auf Höhe der Wasserlinie (4,99 Meter) ab.

## Rumpf
Der Knickspant-Rumpf ist schmal und flach (Skiff), hat ein breites Heck und Wings, die für den Transport entfernt werden können. Die Breite mit Wings beträgt 2,9 m. Die gesamte Länge mit ausgefahrenem Gennakerbaum beträgt 6,65 m. Der Rumpf besteht aus GFK und muss mit Wings 94 kg schwer sein. Aufgrund der soliden Verarbeitung ist der Rumpf stabil und widerstandsfähig. Auch ein älterer Rumpf ist konkurrenzfähig. Da der 49er eine Einheitsklasse ist und die Ausrüstung genau limitiert ist, bleibt das Skiff relativ wertstabil und der Aufwand für Einsteiger überschaubar.

## Rigg, Takelage, Segel

Segelriss 49er Jolle

Ein 49er hat eine Selbstwendefock, einen Gennaker und ein durchgelattetes Großsegel. Die Fock und das Großsegel sind aus transparenter Polyester-Folie (Markenname unter anderem Mylar) hergestellt. Der aktuelle Segelhersteller ist Neil Pryde. Der Mast des neuen Riggs ist seit 2009 komplett aus kohlenstofffaserverstärktem Kunststoff hergestellt. Der Großbaum wird über ein Hebelsystem von oben nach unten gedrückt. Die Riggspannung wird grundsätzlich über ein Flaschenzugsystem vor dem Segeln an Land eingestellt. Das Nachtrimmen erfolgt auf dem Wasser über die Turnbuckles (Wantenspanner). Das Großsegel wird direkt vom Großbaum aus der Hand vom Vorschoter gesegelt, die Fock vom Steuermann.

## 49erFX

Segelriss 49erFX Jolle

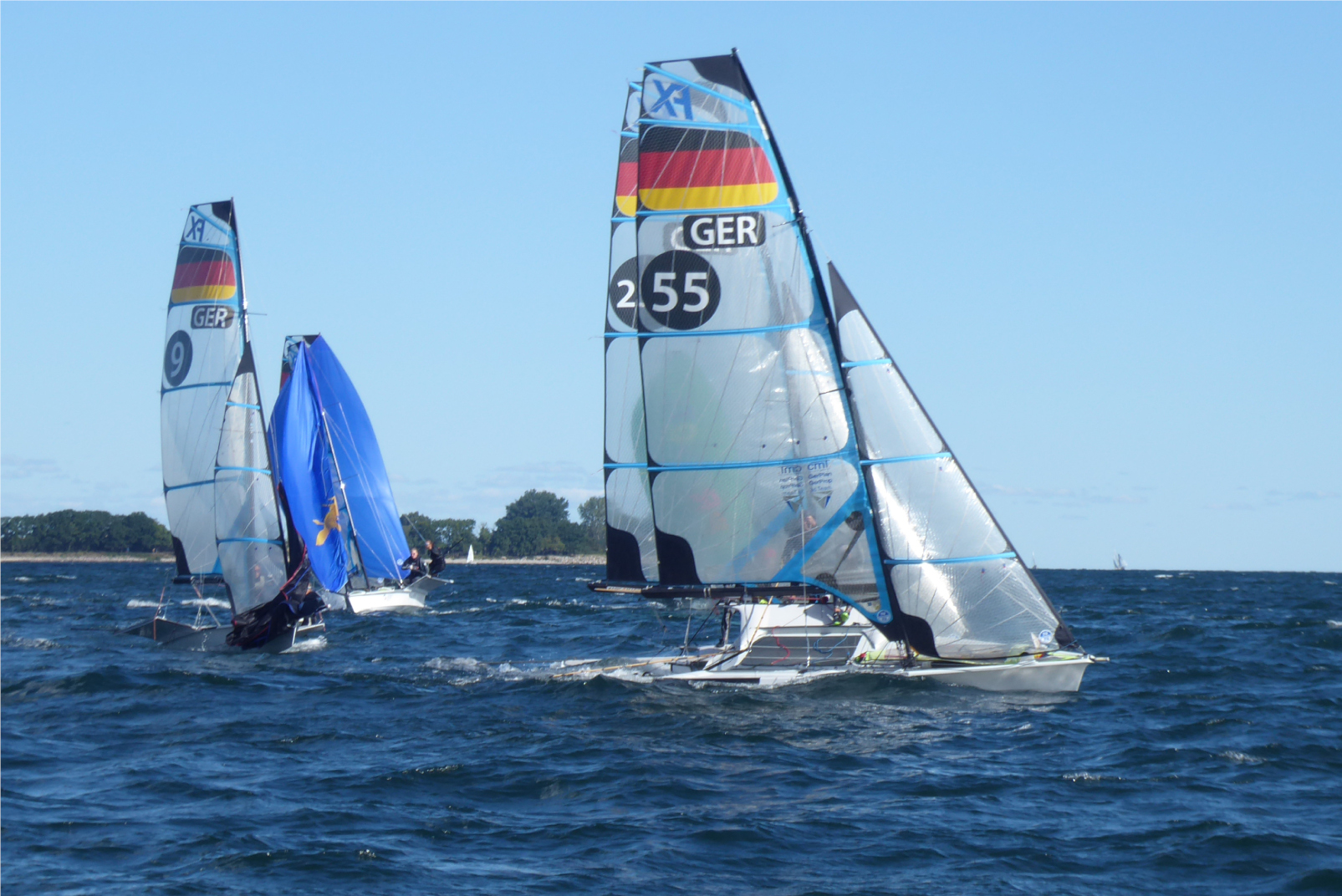
49erFX auf der Kieler Foerde (2020)

Der 49erFX unterscheidet sich vom 49er durch einen geänderten Segelplan mit geringerer Masthöhe und kleinerer Segelfläche; der Rumpf wurde vom 49er übernommen. Der 49erFX ist für ein Crew-Gewicht von 120 kg (49er: 140 kg) ausgelegt und damit vor allem für Seglerinnen und jugendliche Segler geeignet. Er wurde als Zweihand-Frauen-Skiff bei den Olympischen Sommerspielen 2016 in Rio de Janeiro eingesetzt.
Technische Daten (abweichend vom 49er)
- Masthöhe:  7,5 m
- Segelfläche am Wind: 19,6 m²
- Großsegel: 13,8 m²
- Fock: 5,8 m²
- Gennaker: 25,1 m²

## Hersteller
- Mackay Boats, Neuseeland
- Ovington Boats, England
- NB Sailsports, Australien[1]